# 제2군단 (대한민국)
제2군단(第二軍團, 영어: ROK II Corps)은 강원특별자치도 춘천시에 주둔하고 있는 지상작전사령부 예하의 대한민국 육군의 군단이며, 상징명칭은 쌍용부대(雙龍部隊)이다.

## 역사
1950년 7월 24일, 3사단, 6사단, 수도기계화사단을 예속하여 유재흥 소장을 초대 군단장으로 임명하여 창설되었다. 덕천에서 진격하던 도중, 중국인민지원군의 기습으로 심각한 피해를 입고 같은해 11월에 해체되었다.
1952년 3월, 쥐잡기 작전을 마친 백야전사령부를 전신으로 하여 강원도 화천군에서 재창설되었다.

## 부대

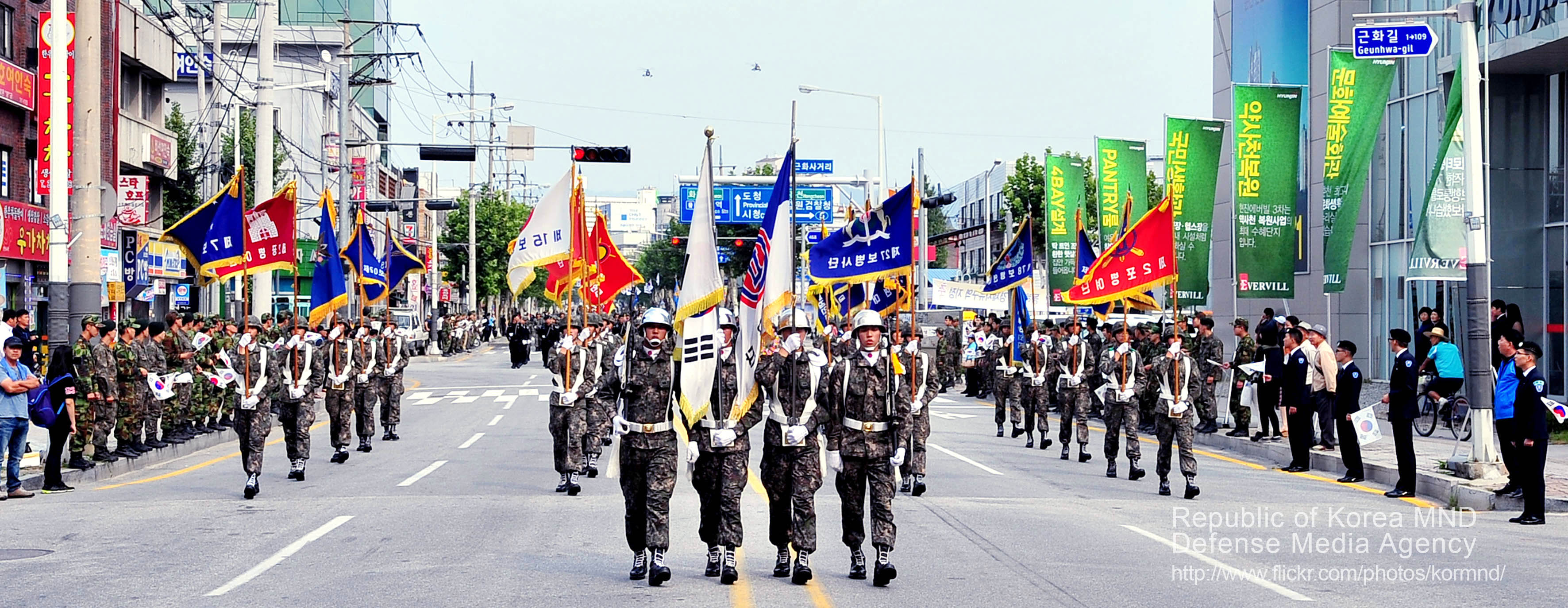
6.25 전쟁 춘천지구 전투 전승행사에서 시가행진을 하고 있는 제2군단 기수단 장병들

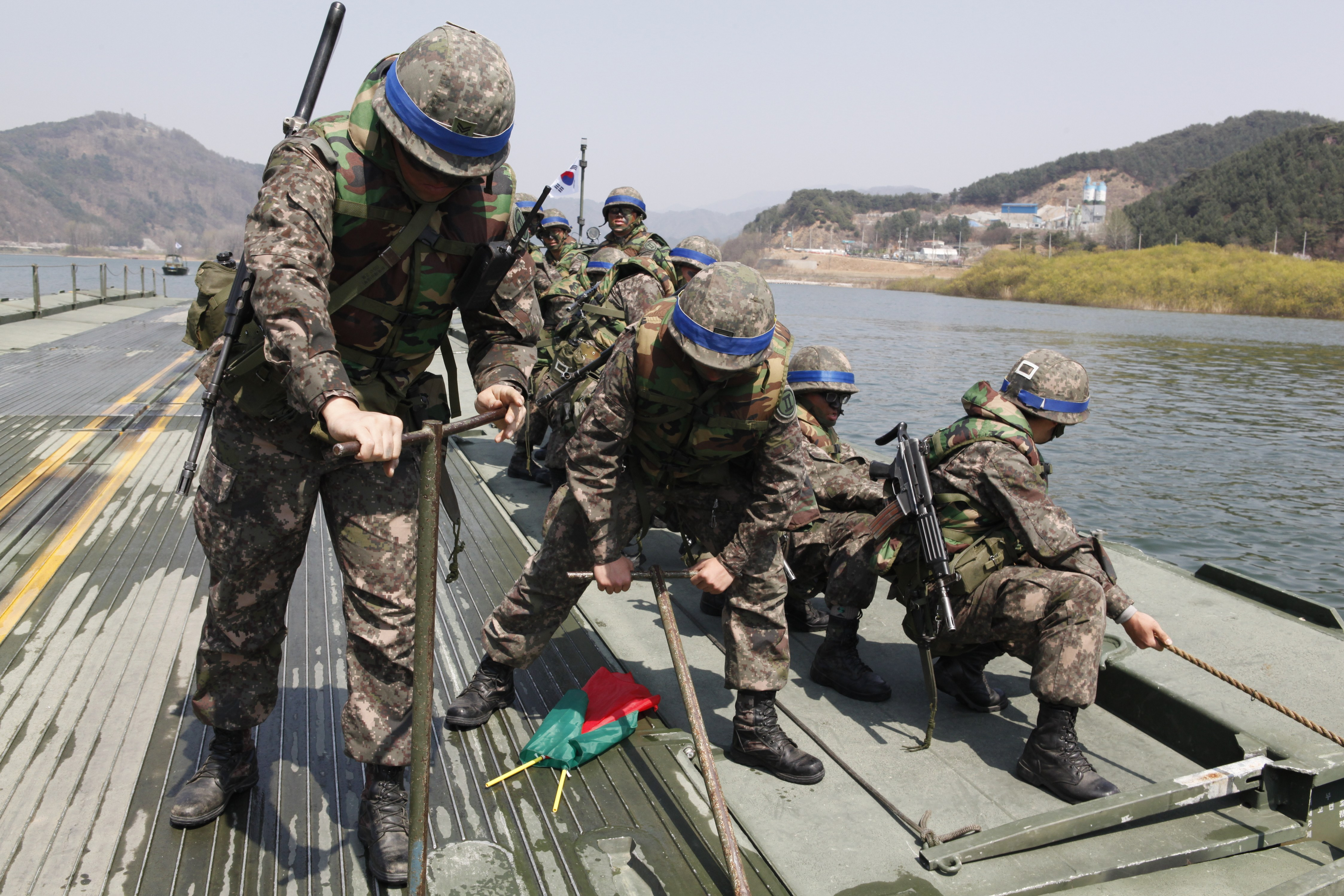
도하 훈련 중 부교를 가설하고 있는 제2군단 장병들의 모습

### 전력부대
- 제7보병사단
- 제15보병사단

### 직할부대
제 802 군사경찰단
- 제3기갑여단
- 제2공병여단
- 제2포병여단
- 제2군수지원여단
- 제102정보통신단
  - 제721통신대대
  - 제722통신대대
  - 통신운용대대
- 제302경비연대
- 제702특공연대
- 제142정보대대
- 제512방공대대
- 제12화생방대대(구 제12화학대대)

### 지원부대
- 제12항공단 (항공작전사령부)
- 국군춘천병원 (국군의무사령부)

### 과거 소속 부대
- 제27보병사단 (2022년 11월 30일 해체)

## 역대 군단장
| #      | 성명   | 계급 | 출신      | 취임일           | 이임일 | 비고                     |
| ------ | ------ | ---- | --------- | ---------------- | ------ | ------------------------ |
| ??대   | 김길부 | 중장 | 육사 20기 |                  |        | (하나회) 전 병무청(청장) |
| ??대   | 윤병현 | 소장 |           |                  |        |                          |
| ??대   | 송요찬 | 중장 |           |                  |        |                          |
| (대리) | 안춘생 | 중장 |           |                  |        |                          |
| ??대   | 김익렬 | 중장 |           |                  |        |                          |
| ??대   | 함병선 | 중장 |           |                  |        |                          |
| 36대   | 황규식 | 중장 |           |                  |        |                          |
| 37대   | 김기성 | 중장 |           | 2001년 11월 15일 |        |                          |
| 38대   | 김관진 | 중장 |           | 2002년 10월 22일 |        |                          |
| 39대   | 정동한 | 중장 |           | 2004년 5월 27일  |        |                          |
| 40대   | 김현석 | 중장 |           |                  |        |                          |
| 41대   | 정승조 | 중장 |           | 2007년 12월 6일  |        | 이후 대장 진급           |
| 42대   | 오정석 | 중장 |           | 2009년 4년 22일  |        |                          |
| 43대   | 박선우 | 중장 |           | 2010년 12월 16일 |        | 이후 대장 진급           |
| 44대   | 양종수 | 중장 |           | 2012년 11월 5일  |        |                          |
| 45대   | 고현수 | 중장 |           | 2014년 4월 21일  |        |                          |
| 46대   | 김운용 | 중장 |           | 2016년 4년 29일  |        | 이후 대장 진급           |
| 47대   | 최영철 | 중장 |           | 2017년 9월 28일  |        |                          |
| 48대   | 김혁수 | 중장 |           | 2018년 6월 1일   |        |                          |
| 49대   | 박정환 | 중장 |           | 2019년 11월 18일 |        | 이후 대장 진급           |
| 50대   | 정철재 | 중장 |           | 2020년 12월 4일  |        |                          |
| 51대   | 장광선 | 중장 |           | 2021년 12월 15일 |        |                          |
| 52대   | 박후성 | 중장 |           | 2023년 11월 7일  |        |                          |

## 같이 보기
- 대한민국 육군의 부대 및 편성 목록

## 참고
- (영어) “II ROK Corps” (영어). globalsecurity.org. 2015년 11월 22일에 확인함.